# Ernst P. Stephan
Ernst-Peter Stephan (* 18. Mai 1947 in Birkenau im Odenwald) ist ein deutscher Mathematiker und Hochschullehrer. Er ist Professor an der Leibniz Universität Hannover.

## Leben
Ernst-Peter Stephan studierte in Darmstadt Mathematik und Physik. 1975 promovierte er über „Differenzenapproximationen von Pseudo-Differentialoperatoren“. Er war wissenschaftlicher Mitarbeiter in Darmstadt, wo er sich 1984 habilitierte über „Boundary integral equations for mixed boundary value problems, screen and transmission problems in {\displaystyle \mathbb {R} ^{3}}“. Von 1983 bis 1989 war er Professor am  Georgia Institute of Technology in Atlanta, USA. 1989 erhielt er einen Ruf an die Leibniz Universität Hannover, wo er bis zu seiner Emeritierung im Herbst 2015 tätig war.
Stephan arbeitet auf dem Gebiet der numerischen Mathematik und hat bahnbrechende wissenschaftliche Forschungsbeiträge auf dem Gebiet der finiten Elemente und Randelemente zur Beschreibung akustischer, elektromagnetischer sowie mechanischer Phänomene. Seine Forschung zu Randelementmethoden wurde 2018 mit dem Frank Rizzo Award der International Association for Boundary Element Methods ausgezeichnet.
Von 2008 bis 2015 war er Mitglied des Center for Quantum Engineering and Space-Time Research (QUEST).

## Schriften
Stephan hat eine große Zahl wissenschaftlicher Artikel veröffentlicht (mehr als 220 bei MathSciNet aufgelistet). 